# 温韦勒
温韦勒（德語：Winnweiler，發音：[ˈvɪnˌvaɪlɐ]）是德国莱茵兰-普法尔茨州唐纳山县的市镇，面积21.8平方千米，2023年12月31日人口为4,944人。